# Monte Hor (Sutton, Vermont)
El Monte Hor es una montaña en Sutton, Vermont. Se encuentra en el lado oeste del lago Willoughby conocido como la Lucerna americana. Juntas, las montañas Monte Hor y Monte Pisgah son conocidas como "Willoughby Notch" o localmente como "Willoughby Gap". Tiene rutas de senderismo y pistas de esquí de invierno. 

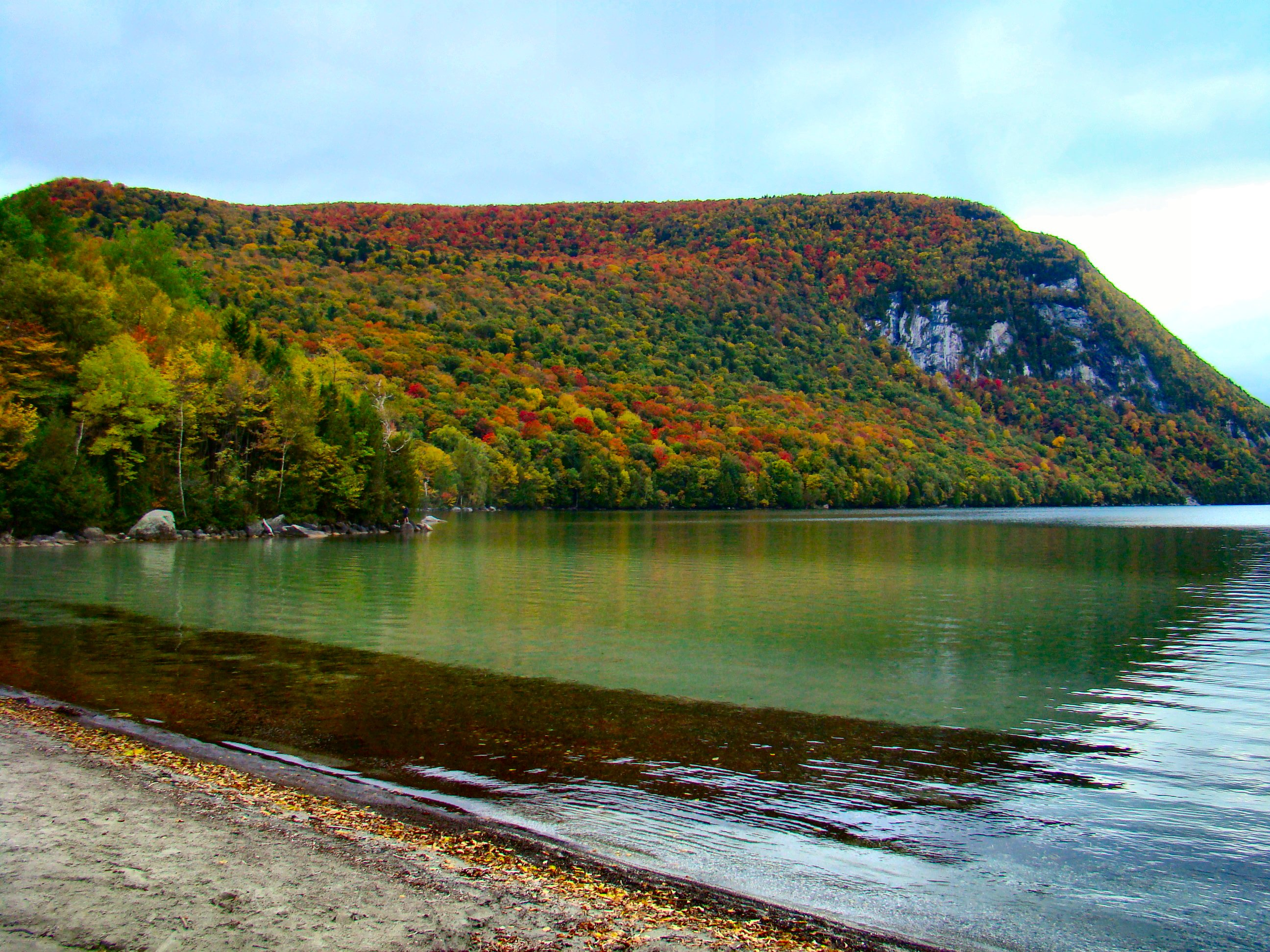
El Monte Hor a las orillas del lago Willoughby.